# Pseudoraphis
Pseudoraphis és un gènere de plantes de la família de les poàcies, ordre de les poals, subclasse de les commelínides, classe de les liliòpsides, divisió dels magnoliofitins.

## Taxonomia
- Pseudoraphis abortiva
- Pseudoraphis aspera
- Pseudoraphis balansae
- Pseudoraphis brunoniana
- Pseudoraphis depauperata